# 羅汝才
羅汝才（？—1642年），陝西延安人，明末流寇。以狡猾多詐著稱，外號「曹操」，後被李自成設計殺死。

## 生平
崇禎初年，羅汝才附和老闖王高迎祥；後聯合張獻忠，最後聯合新闖王李闖（李自成），專事李自成。每破一城，李自成取六、羅汝才取四。
崇禎六年（1633年）年冬天，李自成、羅汝才、高迎祥、張獻忠、等經澠池縣突破黃河防線，轉移到豫西。
崇禎七年（1634年）五六月間，羅汝才、李自成等部在陝西省興安府境誤入車箱峽（陝西安康縣），被陳奇瑜軍包圍，後詐降突圍。李自成逃脫之後，糾結羅汝才、老回回等十三家會集於滎陽，稱“十三家支黨”。
崇禎十三年七月，農民軍入川，張獻忠西走白羊山，與羅汝才部會合。
崇禎十五年，羅汝才與李自成以二十萬兵合圍開封，激戰二十餘日未克；後回師攻破河南襄城，先後斬殺陝西總督傅宗龍、汪喬年。此後農民軍銳不可阻矣。
李自成刻苦简樸，史載“不好酒色，脫粟粗糲，與其下共甘苦”。但羅汝才貪財好色，妻妾成群，打扮花枝招展，穿著綾羅綢緞，隨側軍中。還在部隊裡養了戲班和舞女，供其娛樂。李自成頗忌之，後李自成殺羅汝才於睡夢之中。《平寇志》说，汝才被杀后“一军大譁，闯贼以大队兵胁之，七日始定。”羅汝才的部将杨承祖、王龙等不服，竟率所部向明陕西总督孙传庭投降。